# Стадион Метрополитано де Кабударе
Стадион Метрополитано де Кабударе (шп. Estadio Metropolitano de Cabudare) је фудбалски стадион који се налази у Баркисиметоу, Венецуела.

## Историја стадиона
Стадион је грађен између 2005. и 2007. а градњу је финансирала венецуеланска влада. Нови стадион је требао да послужи као једно од 9 места Копа Америка 2007., са капацитетом који може да досегне 47.913 седишта. Стадион је 110 метара дужине и 70 метара ширине, терен је травнат, има три паркинга са капацитетом за 4.000 возила, лифтове, бину, свлачионице за до четири тима, собу за дипинг контролу, свлачионицу за судије, медицинску собу и 2 велика екрана, галерија за штампу, позорница, ВИП кабине за превођење. Осветљење је међу најбољима на стадионима у Венецуели са инсталираим 240 лампи (Филипс) са по 2.000 вата, које су, између осталог, погодне и за телевизиијске преносе. Очекивало се да ће стадион бити завршен до краја прве четвртине 2007. Због кашњења, стадион се отворио у октобру 2009. 
Метрополитано је једини велики фудбалски стадион у Венецуели без атлетске стазе. Гледаоци седе веома близу терена. Због ове конструкције често се упоређује са Олд Трафордом, стадионом Манчестер јунајтеда у Енглеској

## Копа Америка 2007.
СтадКопа Америка 2007.ион је био једно од места одржавања утакмица Копа Америка 2007. 
Током наведеног догађаја на стадиону су одигране следеће утакмице:
| Датум        | Време(EDT) | Реп. #1          | Рез. | Реп. #2   | Коло         |
| ------------ | ---------- | ---------------- | ---- | --------- | ------------ |
| 5. јул 2007. | 18:35      | Сједињене Државе | 0:1  | Колумбија | Група Ц      |
| 5. јул 2007. | 20:50      | Аргентина        | 1:0  | Парагвај  | Група Ц      |
| 8. јул 2007. | 18:50      | Аргентина        | 4:0  | Перу      | Четвртфинале |